# هامنوک (آرکانزاس)
هامنوک (آرکانزاس) (به انگلیسی: Humnoke, Arkansas) یک شهر در ایالات متحده آمریکا با جمعیت ۲۸۰ نفر است که در آرکانزاس واقع شده‌است.

## موقعیت جغرافیایی
موقعیت جغرافیایی شهرها و مناطق اطراف به شرح زیر است: